# La Brabançonne
La Brabançonne és l'himne nacional de Bèlgica. La lletra original en francès en quatre estrofes va ser escrita el 1830 per l'actor francès Alexandre Dechet, anomenat Jenneval, i la música es deu a Frans Van Campenhout. El 1860 Charles Rogier, aleshores primer ministre, en va canviar el text, entre d'altres per treure-hi les frases massa bel·licoses contra la casa reial dels Països Baixos. D'ençà es fa servir aquest text per l'himne nacional. Mentrestant té una lletra en les tres llengües del país. El govern va crear unes quantes comissions per fixar una versió oficial. No se'n van sortir i una circular ministerial del 1921 va declarar que només és cantaria la quarta i darrera estrofa de la lletra de Rogier.

## Història
En els temps moguts dels anys 1830, un editor brussel·lenc, Jean-Joseph Jorez va veure una oportunitat comercial i va promoure poesies revolucionàries. Així el jove actor lionés Alexandre Dechet, (1801-1830), va crear el text, i van Campenhout la música. Poc després, Dechet va prendre part en les escaramusses per la independència de Bèlgica, i va caure als afores de la ciutat de Lier 18 d'octubre del 1830. La primera representació pública va tenir lloc al teatre d'òpera Koninklijke Muntschouwburg el 12 de setembre del mateix any, Jean-François Lafeuillade (1799-1872), tenor estrella del moment va cantar. En plena revolució belga, el 28 de setembre de 1830, van Campenhout va pujar a una taula de la taverna De Gouden Arend (L'àguila daurada) per cantar una nova versió, encara més engrescadora. És aquesta que van Campenhout va cantar al Muntschouwburg, el 10 i 12 d'octubre en un concert benèfic per als ferits de la revolució.

### Lletra en francès
Ô Belgique, ô mère chérie,

À toi nos cœurs, à toi nos bras,

À toi notre sang, ô Patrie!

Nous le jurons tous, tu vivras!

Tu vivras toujours grande et belle

Et ton invincible unité

Aura pour devise immortelle:

Le Roi, la Loi, la Liberté!

Aura pour devise immortelle:

Le Roi, la Loi, la Liberté! (3 ×)

### Lletra en neerlandès
O dierbaar België, o heilig land der vaad'ren

Onze ziel en ons hart zijn u gewijd.

Aanvaard ons kracht en het bloed van onze ad'ren,

Wees ons doel in arbeid en in strijd.

Bloei, o land, in eendracht niet te breken;

Wees immer u zelf en ongeknecht,

Het woord getrouw, dat ge onbevreesd moogt spreken:

Voor Vorst, voor Vrijheid en voor Recht! 

Het woord getrouw, dat ge onbevreesd moogt spreken:

Voor Vorst, voor Vrijheid en voor Recht! (3 ×)

### Lletra en alemany
O liebes Land, o Belgiens Erde,

Dir unser Herz, Dir unsere Hand,

Dir unser Blut, dem Heimatherde,

Wir schwören's Dir, o Vaterland!

So blühe froh in voller Schöne,

Zu der die Freiheit Dich erzog,

Und fortan singen Deine Söhne;

Gesetz und König und die Freiheit hoch!

Und fortan singen Deine Söhne;

Gesetz und König und die Freiheit hoch! (3 ×)